# Coccophagus aureonotus
Coccophagus aureonotus is een vliesvleugelig insect uit de familie Aphelinidae. De wetenschappelijke naam is voor het eerst geldig gepubliceerd in 1897 door Howard.